# Línea 13 (TUC Pamplona)
| 13 | Lezkairu ↔ Landaben Lezcairu ↔ Landaben |

La línea 13 del Transporte Urbano Comarcal de Pamplona (EHG/TUC) fue una línea de autobús urbano que conectaba los barrios de Lezcairu y Landaben con Pamplona.
Actualmente, su recorrido es sustituido por la línea 24 entre Landaben y San Jorge, por la línea 10 entre San Jorge y Merindades y por la línea 23 entre Merindades y Lezcairu.

## Historia
La línea abrió en 1995, explotada por la COTUP. Es el resultado de la segreación de la línea 10 en dos líneas distintas: la 10 y la 13. El recorrido que se le asigna es San Jorge ↔ Lezcairu.
En 1999, con la reordenación del Transporte Urbano Comarcal, se amplía hasta Landaben, sustituyendo a la línea 21.
En diciembre de 2012 se suprimió la línea por falta de viajeros.

## Explotación

### Frecuencias
La línea estaba operativa todos los días del año. Estas eran las frecuencias:
- Laborables: 60' (de 06:30 a 21:20)
- Sábados: 60' (de 07:30 a 21:30)
- Domingos y festivos: 60' (de 07:30 a 21:30)

### Recorrido
Todos los autobuses realizaban todo el recorrido.

## Paradas
|  | Parada                                         | Parada | Parada | Parada | Parada                                          | Municipio | Correspondencia         |  |
|  | ---------------------------------------------- | ------ | ------ | ------ | ----------------------------------------------- | --------- | ----------------------- |  |
|  | Calle Fuente de la Teja (frente Soto Lezkairu) |        | ■      |        | Telaiko Iturria Kalea (Soto Lezkairuren parean) | Pamplona  |                         |  |
|  | Avenida de la Baja Navarra (frente nº28)       |        | ■      |        | Bexe Nafarroako Etorbidea (28aren parean)       | Pamplona  | 4 10 12 18 20 23        |  |
|  | Plaza de las Merindades                        |        | ■      |        | Merindadeen Plaza                               | Pamplona  | 1 2 4 5 8 9 10 11 12    |  |
|  | Avenida del Conde Oliveto nº2                  |        | ■      |        | Oliveto Kontearen Etorbidea 2                   | Pamplona  | 2 3 8 15 21             |  |
|  | Calle Yanguas y Miranda (Calle Estella)        |        | ■      |        | Yanguas y Miranda Kalea (Lizarra Kalea)         | Pamplona  | 10 16 10 17 21 22       |  |
|  | Calle Navas de Tolosa (Hotel Tres Reyes)       |        | ■      |        | Tolosako Navas Kalea (Hiru Erregeen Hotela)     | Pamplona  | 3 4 8 10 15 16 17 21 22 |  |
|  | Avenida de Bayona nº6                          |        | ■      |        | Baionako Etorbidea 6                            | Pamplona  | 8 9 10 12 21            |  |
|  | Calle San Roque (frente nº17)                  |        | ■      |        | San Roke Kalea (17aren parean)                  | Pamplona  | 10                      |  |
|  | Calle Monasterio de Irache nº34                |        | ■      |        | Iratxeko Monasterioa Kalea 54                   | Pamplona  | 10                      |  |
|  | Calle Monasterio de Irache nº34                |        | ■      |        | Iratxeko Monasterioa Kalea 54                   | Pamplona  | 10                      |  |
|  | Avenida de Navarra (frente nº3)                |        | ■      |        | Nafarroako Etorbidea (3aren parean)             | Pamplona  | 7 8 9 10                |  |
|  | Polígono Landaben INSL                         |        | ■      |        | Landaben Industrialdea NOPL                     | Pamplona  |                         |  |
|  |                                                |        |        |        |                                                 |           |                         |  |
|  | Polígono Landaben INSL                         |        | ■      |        | Landaben Industrialdea NOPL                     | Pamplona  |                         |  |
|  | Polígono Landaben Calle D (Calle L)            |        | ■      |        | Landaben Industrialdea D Kalea (L Kalea)        | Pamplona  |                         |  |
|  | Polígono Landaben Calle K (Calle A)            |        | ■      |        | Landaben Industrialdea K Kalea (A Kalea)        | Pamplona  |                         |  |
|  | Avenida de Navarra nº3                         |        | ■      |        | Nafarroako Etorbidea 3                          | Pamplona  | 7 8 9 10                |  |
|  | Calle Monasterio de Irache nº41                |        | ■      |        | Iratxeko Monasterioa Kalea 41                   | Pamplona  | 10                      |  |
|  | Calle Monasterio de Irache 27                  |        | ■      |        | Iratxeko Monasterioa Kalea 27                   | Pamplona  | 10                      |  |
|  | Calle San Roque nº17                           |        | ■      |        | San Roke Kalea 17                               | Pamplona  | 10                      |  |
|  | Avenida de Bayona nº5                          |        | ■      |        | Baionako Etorbidea 5                            | Pamplona  | 8 9 10 12               |  |
|  | Avenida del Ejército (Ciudadela)               |        | ■      |        | Armada Etorbidea (Ziudadela)                    | Pamplona  | 4 8 9 10 12 15          |  |
|  | Avenida del Conde Oliveto nº1                  |        | ■      |        | Oliveto Kontearen Etorbidea 1                   | Pamplona  | 8 9 10 12 15            |  |
|  | Avenida de la Baja Navarra nº14                |        | ■      |        | Bexe Nafarroako Etorbidea 14                    | Pamplona  | 8 10 12 17 18 20 23     |  |
|  | Avenida de la Baja Navarra nº34                |        | ■      |        | Bexe Nafarroako Etorbidea 34                    | Pamplona  | 4 10 12 17 18 20 23     |  |
|  | Calle Fuente de la Teja (frente Soto Lezcairu) |        | ■      |        | Telaiko Iturria Kalea (Soto Lezkairuren parean) | Pamplona  |                         |  |